# Laure Pigeon
Laure Pigeon (* 8. Juli 1882 in Paris; † 26. August 1965 in Nogent-sur-Marne) war eine französische Künstlerin der Art brut. Zu ihrem Werk gehören mehr als 500 Zeichnungen.

## Leben
Laure Pigeon wurde in Paris geboren und hatte eine Schwester namens Lili. Sie verlor ihre Mutter Alida, eine Wäscherin, im Alter von fünf Jahren. Pigeon wuchs bei ihrer Großmutter väterlicherseits in der Bretagne auf und erhielt eine strenge Erziehung. Gegen den Willen der Familie heiratete sie im Alter von 29 Jahren einen Zahnarzt. Von ihm trennte sie sich nach 22 Jahren Ehe, als sie merkte, dass er sie mit einer anderen Frau betrog. Sie zog in eine Pension und bekam dort durch eine andere Bewohnerin des Hauses Zugang zum Spiritismus. 15 Jahre später kehrte sie in die Region Paris zurück und praktizierte dort den Spiritismus.
Laure Pigeon starb am 26. August 1965 in Nogent-sur-Marne.

## Werk
Pigeon fing 1935 an zu zeichnen. Die Zeichnungen verbarg sie vor anderen. Sie schrieb ihnen einen medialen Charakter zu. Laure Pigeon zeichnete abstrakte Figuren innerhalb eines Systems komplexer, dünner Netze, mit blauer oder schwarzer Tinte. In ihren Zeichnungen finden sich zudem schriftliche Botschaften und Prophezeiungen. Die Schriften, die sie unter Trance fertigte, wirken unsicher, zögerlich, teilweise unleserlich. Ihr Werk umfasst etwa 500 Zeichnungen und Schriften und wurde erst nach ihrem Tod in ihrem Haus entdeckt. Jean Dubuffet erwarb die Werke für seine Sammlung.
In ihren Zeichnungen finden sich zunächst menschliche Gesichter und Figuren, denen dekorative Motive und ornamentale Wörter zur Seite gestellt werden. Später miniaturisierte sie ihre Motive und ergänzte sich wiederholende Elemente. In dieser Phase verwendete sie ausschließlich blaue Farbe auf weißem Hintergrund. Ihre präzise Strichführung, die mit einem Füllfederhalter ausgeführt wurde, und die flächigen Strukturen, die durch einen Pinsel hergestellt wurden, in Verbindung mit dem Fehlen von Radierungen auf dem Papier lässt darauf schließen, dass Laure Pigeon ihre Werke sehr schnell gearbeitet hat.
Ihre Arbeiten finden sich in der Collection de l’Art Brut, Lausanne.

## Ausstellungen
- L’art Spirite exhibition, Collection de l’Art Brut, Lausanne 2005
- Scrivere Disegnando, Centre d’art contemporain Genève, 2020[5]
- Écrits d’Art Brut – Wilde Worte und Denkweisen, Museum Tinguely, 2021[6]
- Jean Dubuffet: Brutal Beauty, Barbican, London[7]